# Hepatite E
A hepatite E é uma doença infecciosa hepática causada por um RNA-vírus, o vírus E (HEV), da família caliciviridae, de tamanho aproximado de 32 nm a 34 nm. A janela imunológica (do contato com o vírus até o início dos sintomas) é de 15 a 60 dias. Considera-se como uma hepatite benigna e auto-limitada, exceto em casos de gravidez.

## Sinais e sintomas
O quadro clínico da hepatite E é semelhante a hepatite A, incluindo sintomas como: indisposição, dores no abdome, anorexia artralgia e febre. Em 2010 foi registrado o primeiro caso de hepatite E aguda no Brasil, detectado pelo Laboratório de Hepatites Virais do Instituto Oswaldo Cruz e catalogado no Journal of Clinical Virology sob o nome First report of a human autochtonous hepatitis E virus infection.
Apenas cronifica em pacientes imunodeprimidos, como após transplantes de órgãos ou pacientes com doenças autoimunes.

## Diagnóstico
O diagnóstico é obtido por análise sanguínea de anti-HEV IgM/IgG por Elisa ou pesquisa de partículas virais nas fezes.

## Transmissão

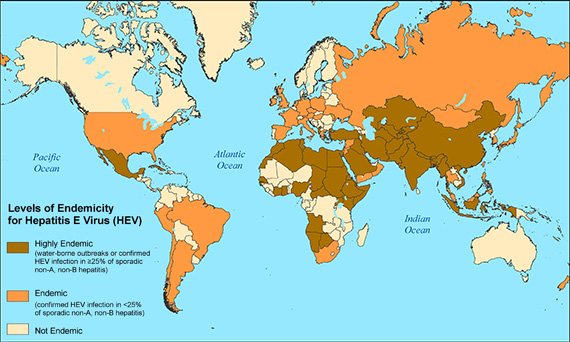
O HEV é endêmico das áreas marrons e ocasional nas áreas laranja.

A transmissão é fecal-oral, geralmente associada com consumo de água infectada ou contato com animais contaminados (como porcos), de características epidêmicas (com casos relatados na Índia, Egito, Costa Rica, Rússia, México) associada a más condições sanitárias. Ocorre principalmente através da água contaminada, mas existe uma mínima possibilidade de transmissão de pessoa para pessoa. A infecção devido a alimentos contaminados é pouco frequente.

## Epidemiologia
Em 2010 infectou cerca de 3 milhões de pessoas e resultou em aproximadamente 57 mil mortes. Os locais mais afetados são África e Sudeste asiático. Em 2008 confirmaram que alguns brasileiros já haviam entrado em contato com o vírus sem sair do país, mas apenas em 2010 foi confirmado um caso agudo no Brasil.

## Tratamento
Em pessoas saudáveis o próprio organismo combate o vírus, sendo necessário apenas repouso e beber muitos líquidos. Pode-se fazer tratamento dos sintomas. É importante prevenir o contágio e re-contágio com o tratamento adequado de água e esgoto. A hepatite E também infecta porcos, ratos, coelhos e pássaros.
Em casos agudos severos pode-se utilizar ribavirina, porém esse medicamento causa problemas na gravidez. Outras opções incluem o uso de interferon alfa e terapias antirretrovirais. Pacientes utilizando imunossupressores devem interromper seu uso para permitir que o organismo combata o vírus.

### Prognóstico
Geralmente é benigno. Mas apresenta pior prognóstico em gestantes, especialmente no terceiro trimestre de gestação, causando uma insuficiência hepática fulminante com mortalidade de aproximadamente 20%.

## Prevenção

### Saneamento
Melhoria do saneamento é a medida mais importante na prevenção da hepatite E; isto consiste em um tratamento adequado e eliminação de dejetos humanos, mais elevados padrões para abastecimento público de água,  melhoria dos procedimentos de higiene pessoal, sanitário e preparação de alimentos.

### Vacinas
Uma vacina baseada em proteínas virais recombinantes foi desenvolvido na década de 1990 e testado em uma população de alto risco (os militares do Nepal) em 2001. A vacina parece ser eficaz e segura, mas o desenvolvimento foi interrompido por razões econômicas uma vez que a hepatite E é rara em países desenvolvidos.